# Юлбарс Хан
Юлбарс Хан (уйг. يۇلبارس خان , уйг. يۇلۋاس خان (يولبارس خان), «Тигр»; кит.: 堯樂博斯; піньїнь: Yáolèbósī або кит.: 堯樂博士; піньїнь: Yáolèbóshì; 13 серпня 1889 — 27 липня 1971), люб'язне ім'я Цзінфу (景福) — уйгурський вождь і генерал Гоміньдану під час громадянської війни в Китаї. Він вступив на службу в Кумульське ханство Мухаммада-хана Кумула, а пізніше його сина Максуд Шаха. Він служив радником при дворі, доки Максуд не помер у березні 1930 року, губернатор Джин Шурен скасував ханство. Тоді Юлбарс вступив у змову з Ходжа Ніязом і Ма Чжун'їном, щоб скинути правління Цзінь під час Кумулського повстання. За словами деяких людей, Ма утримав Юльбарса від поїздки до Нанкіна, щоб попросити допомоги у Гоміньдану. Раніше Ма мав угоду з Гоміньданом, що якщо він захопить Сіньцзян, то буде визнаний Гоміньданом своїм лідером. 
Зрештою 12 квітня 1933 року Цзінь був вигнаний Шен Шицаєм, який захопив контроль над провінцією протягом 1934—1937 років. 4 червня 1933 року Ходжа Ніяз уклав мирну угоду з Шен Шицаєм у Джимсарі за посередництва новопризначеного радянського генерального консула в Урумчі Гарегіна Апресофа, близького соратника Йосипа Сталіна, і погодився повернути свої уйгурські війська проти генерала Ма Джун'їна в обмін за надання контролю над південним Сіньцзяном (Кашгарія або Тарімський басейн), який уже був втрачений китайцями і де розгорталася кривава боротьба за владу між різними повстанськими силами, а також над Турпанським басейном і регіоном Кумул, які зараз були окуповані Ма Чунг-Іном сили.
Вся територія на південь від гір Тенгрітах отримала «автономний статус» у межах провінції Сіньцзян, а китайці в угоді пообіцяли не переходити Тенгрітах. У цьому рішенні Юлбарс-хан не пішов за Ходжею Ніязом і залишився союзником Ма Джжун'їна, який призначив його начальником відділу закупівель 36-го відділу Гоміньдану (Гоміньдан). Влітку 1934 року, після відступу Ма в Південний Сіньцзян і його подальшого інтернування на радянській території 7 липня 1934 року, Юльбарс-хан зумів укласти мирну угоду з Шен Шицаєм і був залишений командиром уйгурського полку в Кумулі, а також отримав високу посаду уповноваженого у справах реконструкції уряду провінції Сіньцзян. У травні 1937 року, після повстання 6-ї уйгурської та 36-ї тунганської дивізій проти уряду провінції Сіньцзян у Південному Сіньцзяні, повстанці в Кашгарії звернулися до Юлбарс-хана з проханням перервати зв'язок між Сіньцзяном і Китаєм з його бази в Кумулі. Під час придушення повстання Шенг Шицаєм за радянської військової підтримки (яка включала 5000 радянських інтервентів, літаків та танків БТ-7) влітку 1937 року він утік до Нанкіна та повернувся до Кумула у 1946 році.
Він очолював китайську мусульманську кавалерію та білих росіян проти сил Народно-визвольної армії (НВА), які захопили Сіньцзян у 1949 році. Воював у битві під Іу. У 1951 році, після того як більшість його військ дезертирувала, він утік до Калькутти в Індії через Тибет, де його люди були атаковані силами Далай-лами. Потім він сів на пароплав до Тайваню. Тоді уряд Гоміньдану призначив його губернатором Сіньцзяна, який він займав до своєї смерті в 1971 році на Тайвані. У 1969 році були видані його мемуари.
Уйгурські діячі Руху за незалежність Східного Туркестану, такі як Мухаммед Амін Бугра та Іса Юсуф Алптекін, оголосили Юлбарс-хана зрадником за те, що він став на сторону Чан Кайші та Гоміньдану, які продовжували стверджувати, що Сіньцзян є частиною Китайської Республіки.